# Satoši Urušihara
Satoši Urušihara (japonsky うるし原 智志 (umělecké jméno) nebo 漆原 智志 (skutečné jméno), Urušihara Satoši; * 9. února 1966 Hirošima) je japonský kreslíř a ilustrátor mangy. Je známý pro svůj výrazný vkus a smysl pro tvorbu krásných kreseb. Základ jeho práce byl použit v anime, Hentai Plastic Little nebo Legend of Lemnear, objevuje se i v sérii taktických RPG videoher Langrisser and Growlanser.